# Diocesi di Jefferson City
La diocesi di Jefferson City (in latino Dioecesis Civitatis Jeffersoniensis) è una sede della Chiesa cattolica negli Stati Uniti d'America suffraganea dell'arcidiocesi di Saint Louis. Nel 2023 contava 74.757 battezzati su 925.262 abitanti. La sede è vacante, in attesa che il vescovo eletto Ralph Bernard O'Donnell ne prenda possesso.

## Territorio
La diocesi comprende 38 contee nella parte settentrionale e centrale del Missouri, negli Stati Uniti d'America: Adair, Audrain, Benton, Boone, Callaway, Camden, Chariton, Clark, Cole, Cooper, Crawford, Gasconade, Hickory, Howard, Knox, Lewis, Linn, Macon, Maries, Marion, Miller, Moniteau, Monroe, Montgomery, Morgan, Osage, Pettis, Phelps, Pike, Pulaski, Putnam, Ralls, Randolph, Saline, Schuyler, Scotland, Shelby e Sullivan.
Sede vescovile è la città di Jefferson City, dove si trova la cattedrale di San Giuseppe (Cathedral of St. Joseph).
Il territorio è suddiviso in 92 parrocchie.

## Storia
La diocesi è stata eretta il 2 luglio 1956 con la bolla Ex quo die di papa Pio XII, ricavandone il territorio dall'arcidiocesi di Saint Louis e dalle diocesi di Kansas City e Saint Joseph (oggi unite).

## Cronotassi dei vescovi
Si omettono i periodi di sede vacante non superiori ai 2 anni o non storicamente accertati.
- Joseph Mary Marling, C.PP.S. † (24 agosto 1956 - 2 luglio 1969 dimesso[1])
- Michael Francis McAuliffe † (2 luglio 1969 - 25 giugno 1997 ritirato)
- John Raymond Gaydos (25 giugno 1997 - 21 novembre 2017 dimesso)
- William Shawn McKnight (21 novembre 2017 - 8 aprile 2025 nominato arcivescovo di Kansas City)
- Ralph Bernard O'Donnell, dal 19 agosto 2025

## Statistiche
La diocesi nel 2023 su una popolazione di 925.262 persone contava 74.757 battezzati, corrispondenti all'8,1% del totale.
| anno | popolazione | popolazione | popolazione | presbiteri | presbiteri | presbiteri | presbiteri                | diaconi | religiosi | religiosi | parrocchie |
| anno | battezzati  | totale      | %           | numero     | secolari   | regolari   | battezzati per presbitero | diaconi | uomini    | donne     | parrocchie |
| ---- | ----------- | ----------- | ----------- | ---------- | ---------- | ---------- | ------------------------- | ------- | --------- | --------- | ---------- |
| 1966 | 62.580      | 595.000     | 10,5        | 185        | 152        | 33         | 338                       |         | 15        | 310       | 95         |
| 1968 | 62.500      | ?           | ?           | 181        | 154        | 27         | 345                       |         | 40        | 290       | 93         |
| 1976 | 73.636      | 670.706     | 11,0        | 128        | 112        | 16         | 575                       |         | 30        | 177       | 92         |
| 1980 | 79.905      | 697.000     | 11,5        | 122        | 108        | 14         | 654                       | 33      | 29        | 157       | 94         |
| 1990 | 89.253      | 750.700     | 11,9        | 132        | 108        | 24         | 676                       | 53      | 34        | 107       | 96         |
| 1999 | 89.730      | 799.266     | 11,2        | 122        | 114        | 8          | 735                       | 56      | 8         | 92        | 95         |
| 2000 | 89.730      | 803.812     | 11,2        | 111        | 104        | 7          | 808                       | 63      | 15        | 95        | 95         |
| 2001 | 85.324      | 807.921     | 10,6        | 112        | 103        | 9          | 761                       | 53      | 14        | 92        | 95         |
| 2002 | 86.826      | 841.455     | 10,3        | 106        | 98         | 8          | 819                       | 56      | 13        | 89        | 95         |
| 2003 | 86.336      | 843.840     | 10,2        | 101        | 94         | 7          | 854                       | 52      | 9         | 84        | 94         |
| 2004 | 86.483      | 851.131     | 10,2        | 93         | 87         | 6          | 929                       | 57      | 8         | 86        | 95         |
| 2006 | 88.085      | 860.701     | 10,2        | 87         | 80         | 7          | 1.012                     | 58      | 9         | 73        | 95         |
| 2010 | 91.700      | 878.672     | 10,4        | 97         | 85         | 12         | 945                       | 47      | 13        | 60        | 95         |
| 2013 | 93.800      | 900.000     | 10,4        | 110        | 102        | 8          | 852                       | 68      | 10        | 44        | 95         |
| 2016 | 78.388      | 919.083     | 8,5         | 100        | 94         | 6          | 783                       | 85      | 7         | 36        | 95         |
| 2019 | 76.755      | 922.351     | 8,3         | 89         | 85         | 4          | 862                       | 74      | 5         | 31        | 95         |
| 2021 | 76.287      | 924.636     | 8,3         | 88         | 88         |            | 866                       | 100     | 1         | 28        | 94         |
| 2023 | 74.757      | 925.262     | 8,1         | 98         | 98         |            | 762                       | 93      | 1         | 19        | 92         |